# Lellingeria tunguraguae
Lellingeria tunguraguae är en stensöteväxtart som först beskrevs av Eduard Rosenstock, och fick sitt nu gällande namn av Alan Reid Smith och R. C. Moran. Lellingeria tunguraguae ingår i släktet Lellingeria och familjen Polypodiaceae. Inga underarter finns listade.